# Jair Kobe
Jair Cláudio Kobe, conhecido como o Guri de Uruguaiana (Porto Alegre, 6 de setembro de 1959) é um humorista brasileiro. É considerado um dos personagens mais populares surgidos nos palcos gaúchos nos últimos tempos.

## Biografia
Cursou Análise de Sistemas, na PUCRS (1979—1981), Música, na UFRGS (1980—1982) e Ciências Contábeis, na UFRGS (1981—1983) sem concluir nenhuma delas.
Jair casou-se com Sílvia Helena em 1986 e tem duas filhas: Rafaella e Júlia.

## Carreira
Participou do Grupo Canto Livre (com Fernando Cardoso, Sérgio Napp e Renato Borghetti), semifinalista do Festival dos Festivais da Rede Globo em 1985, com a música Esse Gaitero.
Trabalhou em diversas áreas, até que em 2001 inicia na carreira artística com o show “Seriamente Cômico”, no Teatro Ipê. Em 2001, criou o personagem "Guri de Uruguaiana", caracterizado por vestir uma pilcha (traje típico do Rio Grande do Sul), com bigode grande e um vocabulário cheio de palavras do dialeto gaúcho. Entre 2016 e 2017, participou na Rádio Gaúcha com o Guri de Uruguaiana no programa Gaúcha Hoje, com o seu bordão "Só se fala noutra coisa". No YouTube, o humorista realiza paródias musicais de diversos artistas brasileiros e internacionais como The Beatles, Village People, Psy, Naldo Benny, Paula Fernandes e Michael Jackson, sempre usando como base a letra do Canto Alegretense. Seus shows chegaram a receber um público de mais de dois milhões de espectadores. Jair Kobe recebeu, no dia 16 de novembro de 2011, o título de Cidadão Emérito de Porto Alegre devido a sua participação em projetos beneficentes.[carece de fontes?]
Recebeu, também, no dia 15 de junho de 2012, o título de Cidadão Alegretense por sua contribuição para a promoção da cidade de Alegrete, no Rio Grande do Sul. Foi homenageado no Troféu Guri, 18ª edição. De 2014 a 2015, participou do programa Pretinho Básico, da Rádio Atlântida. 
Em 2020, Jair Kobe passou a colaborar com a Rádio ABC de Novo Hamburgo com o Causos do Guri, transmitido diariamente na emissora.

## Teatro
| Ano       | Título                          | Personagem         | Nota            |
| --------- | ------------------------------- | ------------------ | --------------- |
| 2008–2018 | Guri de Uruguaiana              | Guri de Uruguaiana | Stand-up comedy |
| 2019      | Os Causos do Guri de Uruguaiana | Guri de Uruguaiana | Stand-up comedy |
| 2019      | Programa do Guri                | Guri de Uruguaiana | Stand-up comedy |

## Publicações
- Kobe, Jair (2010). Os Causos do Guri de Uruguaiana. Porto Alegre: L&PM. ISBN 9788579780561
- Kobe, Jair (2015). As Tirinhas do Guri de Uruguaiana. Porto Alegre: L&PM. ISBN 9788525433541

### Diário Gaúcho
É publicada, nas edições de fim de semana do Diário Gaúcho, a coluna do Guri de Uruguaiana, com um toque cômico em situações do cotidiano, contando também sobre o seu parceiro de cena, Licurgo (o Gaúcho Emo), interpretado no teatro por Luís Antônio de Souza; além da Tirinha do Guri, e a agenda de shows e peças teatrais pelo RS.

## Bordões
- "Só se fala noutra coisa!"
- "Que falta de opção!"
- "Buenas, chê!" (em vez de tchê)
- "Mas que barbaridade!"